# شيطنة العدو

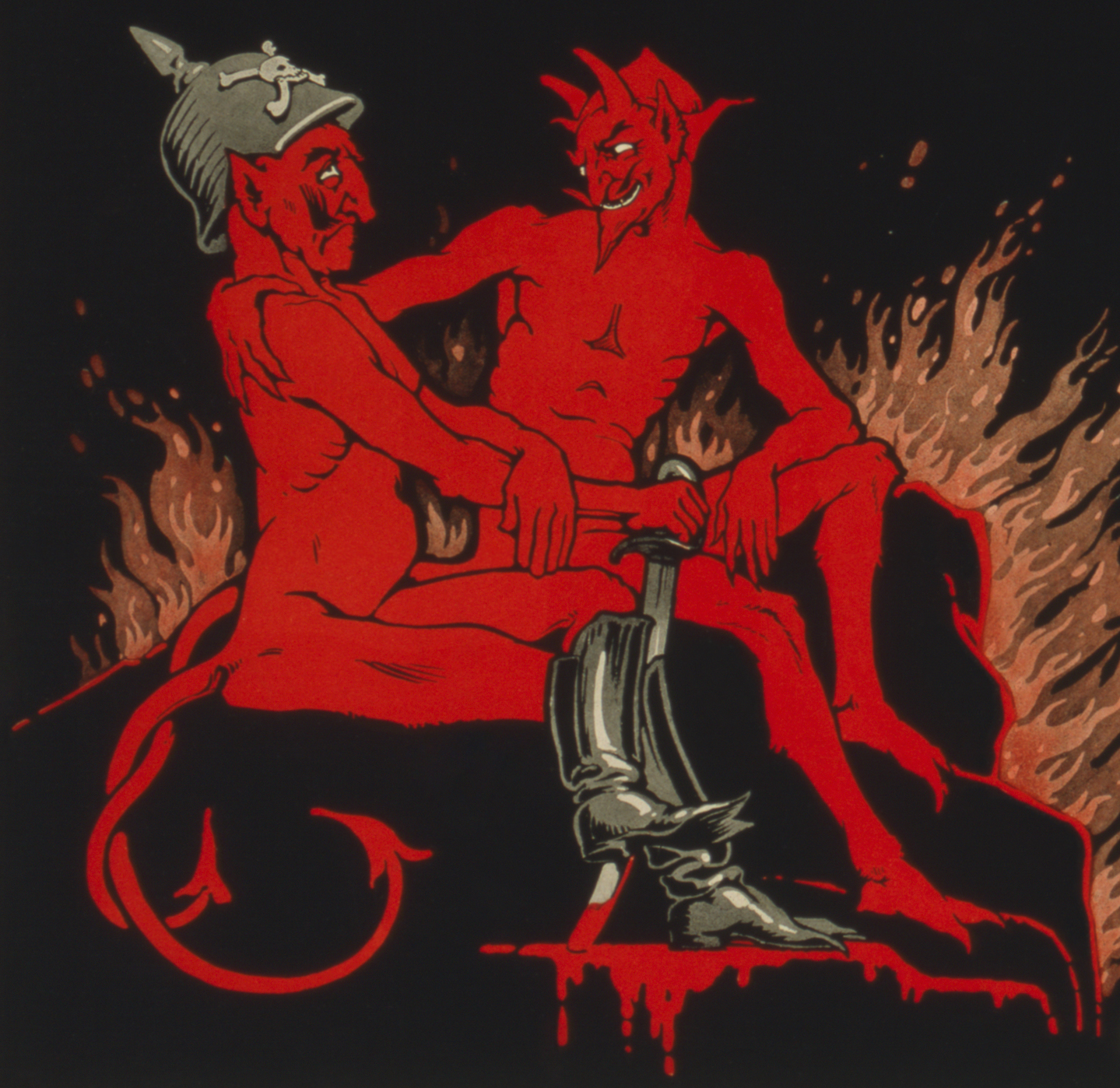
الشياطين في تفاصيل الفن

تشويه صورة العدو أو شيطنة العدو  (بالإنجليزية: Demonizing the enemy)‏هي تقنية دعائية تروج لفكرة أن العدو هو مهاجم شرير مهدد وله أهداف تدميرية فقط،  الشيطنة هي أقدم تقنية دعائية تهدف إلى إثارة الكراهية تجاه العدو وهي ضرورية لإيذائه بسهولة أكبر وأيضاً للحفاظ على الحلفاء وتعبئتهم وإضعاف معنويات العدو.

## المعايير
بسبب سوء الاستخدام المتكرر لمصطلح الشيطنة لذلك وجب تحليله، ولهذا حدد جول بويكوف أربعة معايير لشيطنة العدو: 
1. أن تقوم الدولة ووسائل الإعلام بوضع إطارات لتحديد الطبيعة الشريرة المتأصلة للعدو من الناحية الأخلاقية.
2. يتم تصوير شخصية الخصم بطريقة (مانوية) أي على أنها خير ضد الشر.
3. دولتهم هي أصل مثل هذا التصوير الشيطاني.
4. لا توجد دعوات أو مطالبات ضدهم من الدولة.

## تاريخ
تم إجراء شيطنة العدو بشكل روتيني عبر التاريخ، حيث سجل ثيوسيديدز أمثلة في اليونان القديمة.
يعتقد فيليب نايتلي أن شيطنة العدو (قادة العدو الأول وأفراد العدو لاحقًا) أصبح نمطًا يمكن التنبؤ به تتبعه وسائل الإعلام الغربية، وكانت المرحلة الأخيرة هي الفظائع.
خلال الحرب العالمية الثانية، أعدت وزارة الخارجية الأمريكية ومؤسسات دولة أخرى في الولايات المتحدة أفلامًا وثائقية دعائية احتوت على شيطنة العدو ووطنية التلويح بالأعلام، وتم توزيعها بعد الموافقة عليها.

## التجسيد والشيطنة
يمكن أن يكون سلوك شيطنة العدو أسهل بكثير إذا كان العدو شخصًا شخصيًا في رجل واحد، مثل القيصر فيلهلم الثاني، الذي شيطنته وسائل الإعلام الروسية الشعبية خلال الحرب العالمية الأولى.

## العواقب
تؤدي إستراتيجية شيطنة العدو لا محالة إلى حلقة مفرغة من الفظائع، والتي وضعها العديد من المؤلفين بما في ذلك كارل فون كلاوزفيتز. إن شيطنة العدو تجعل الحل الدبلوماسي مستحيلاً ويؤدي حتماً إلى حرب أو تدهور العلاقات. إن تصوير العدو على أنه شر بشكل خاص يلهم المشاعر التي تجعل القتل أكثر سهولة.
غالبًا ما أدى تصوير عدو المرء على أنه شيطاني إلى معاملة جميع السكان أو الجهاز السياسي المرتبط بجماعة العدو أو القائد باعتباره شيطانيًا بنفس القدر. يؤدي هذا غالبًا أيضًا إلى ميل لتقليل دوافع العدو الأكثر تعقيدًا إلى الترويج البسيط للشر الخالص.
رأى المنظر الثوري الصيني ماو تسي تونغ أن شيطنة العدو لنفسه أمر جيد. قال: «لا يزال من الأفضل أن يهاجمنا العدو بوحشية ويرسمنا على أننا أسود تمامًا وبدون فضيلة واحدة؛ فهذا يدل على أننا لم نرسم فقط خطًا واضحًا في الفاصل بيننا وبين العدو، بل حققنا الكثير في عملنا.» (أن يهاجمك العدو ليس شيئًا سيئًا ولكنه شيء جيد (26 مايو 1939)) 